# Animal Rights
Animal Rights é o quarto álbum de estúdio de Moby, lançado a 11 de Fevereiro de 1996.
O álbum foi bem recebido em sua primeira versão. Moby anteriormente construiu sua reputação com música techno, mas Animal Rights encontrou abraçando o punk rock e música ambiente.
Enquanto que a maioria elogiou a tentativa de diversificação, Douglas Wolk opina que talvez, alguém tentasse convencer Moby que as guitarras são feitos realmente de animais mortos. Em crítica, a revista Rolling Stone diz: "Desta vez, ele decidiu empurrar uma agenda, ao invés dos limites".
Esperando a recepção das críticas, Moby acrescentou a seguinte súplica ao fundo da página de seus créditos.
| “ | "Por favor, escutem 'Animal Rights' na sua totalidade, pelo menos uma vez". | ” |

Apesar das críticas, Animal Rights esteve na posição de número #31 no Top Heatseekers (Billboard).
| Críticas profissionais                                                      | Críticas profissionais |
| Avaliações da crítica                                                       | Avaliações da crítica  |
| Fonte                                                                       | Avaliação              |
| --------------------------------------------------------------------------- | ---------------------- |
| Robert Christgau                                                            | (A-)                   |
| Esta tabela precisa de ser acompanhada por texto em prosa. Consulte o guia. |                        |

## Faixas
Disco 1
1. "Now I Let it Go" - 2:08
2. "Come On Baby" - 4:39
3. "Someone to Love" - 2:51
4. "Heavy Flow" - 1:53
5. "You" - 2:33
6. "My Love Will Never Die" - 4:32
7. "Soft" - 3:57
8. "Say It's All Mine" - 6:04
9. "That's When I Reach For My Revolver" - 3:55
10. "Face It" - 10:02
11. "Living" - 6:59
12. "Love Song For My Mom" - 3:40

Disco 2
1. "Degenerate" - 3:25
2. "Dead City" - 4:53
3. "Walnut" - 3:06
4. "Old" - 5:06
5. "A Season in Hell" - 4:01
6. "Love Song For My Mom" - 3:44
7. "The Blue Terror of Lawns" - 3:21
8. "Dead Sun" - 3:44
9. "Reject" - 18:28

## Pessoal
- Moby - Baixo, guitarra, percussão, bateria, teclados, produtor, engenheiro, direção de arte, design, mixagem e fotografia
- Alan Moulder - Engenheiro de som, mixagem
- Hahn Rowe - Violino
- Alli - Direção de arte